# Het Steen (Bruges)
Pour les articles homonymes, voir Steen.
 (novembre 2019).
Si vous disposez d'ouvrages ou d'articles de référence ou si vous connaissez des sites web de qualité traitant du thème abordé ici, merci de compléter l'article en donnant les références utiles à sa vérifiabilité et en les liant à la section « Notes et références ».
Het Steen était un bâtiment médiéval (aujourd’hui disparu) situé du côté ouest de la place du Bourg dans la ville belge de Bruges.

## Histoire

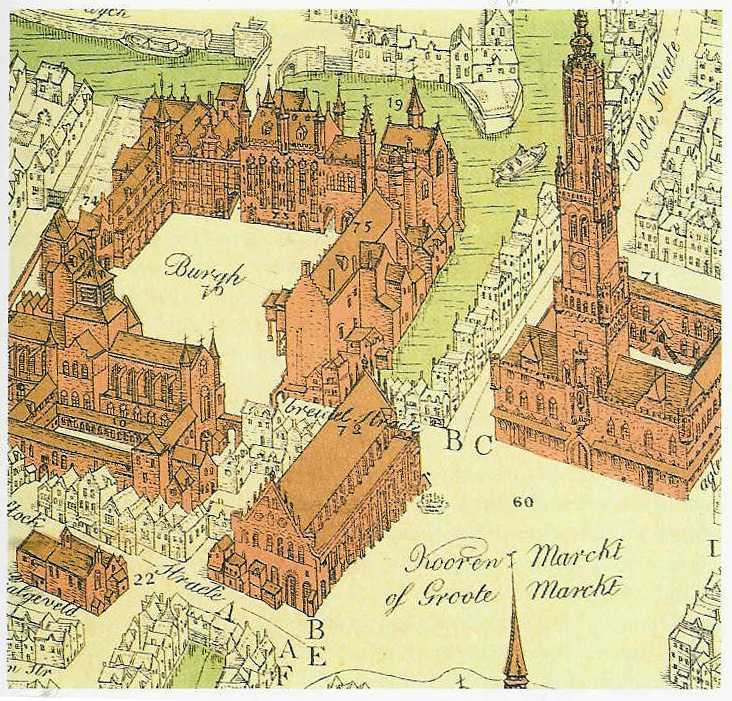
Het Steen sur la carte de Marcus Gerards (1562), sous le numéro 75.

Il n’est pas certain que le bâtiment était un successeur du Oude Steen qui a été construit dans la partie la plus ancienne de la ville, plus précisément dans la Wollestraat (nl), et dont les murs en pierre des caves font référence au XIe siècle ou au XIIe siècle.
Het Steen sur la place du Bourg peut aussi dater de cette période, mais nous savons peu de choses sur son histoire la plus ancienne. Lors de sa construction, le bâtiment a très probablement remplacé une structure en bois. Le premier bâtiment en pierre, un donjon, a été construit selon des historiens entre 863 et 965 par le comte Baudouin Ier, Baudouin II ou Arnoul Ier. Un autre historien situe la date de construction du bâtiment durant la période de règne du comte Baudouin V (1035-1067).
La première certitude date de 1088, lorsque le bâtiment fut répertorié comme « lapidis domus comitis ». Dans l’histoire de Galbert de Bruges sur le meurtre de Charles le Bon, Het Steen apparaît encore comme la résidence du comte. L’un de ses successeurs aurait quitté le bâtiment au XIIe siècle et aurait choisi comme résidence le Love situé de l’autre côté de la place du Bourg lors de ses séjours à Bruges. Het Steen a servi de prison comtale à partir de la fin du XIIe siècle.
À la fin du XIIIe siècle, le comte quitta également le Love et accorda à la ville le droit d’utiliser les différents bâtiments brugeois qu’il possédait. Het Steen est alors devenu une prison municipale. En 1689, le bâtiment fut en grande partie détruit par un incendie et la Raephuis située sur le Pandreitje fut transformée en une nouvelle prison.
En 1751, la ville a acquis la pleine propriété du bâtiment qui n’avait pas encore été restauré à la suite de l’incendie et a donc choisi en 1784-1785 de démolir entièrement le bâtiment délabré. La parcelle est restée inexploitée jusqu’au milieu du XIXe siècle. La ville a vendu le terrain et un bâtiment avec un atelier y a été construit par le négociant en quincaillerie Joseph De Jaegher. En 1955, ce bâtiment a été démoli et remplacé par un bâtiment néoclassique de trois étages et quatre travées. Ce bâtiment a également été démoli en 1977 et remplacé par un bâtiment abritant une galerie commerçante jusque dans la Wollestraat. Ce bâtiment a été baptisé Ten Steegere. En outre, un bâtiment commercial néogothique du XIXe siècle a également été érigé et a subsisté. En 1931, ce dernier a été doté de trois pignons à gradins dans un style néogothique. Il s’agissait de l’ancien In de Kapelle. Aujourd’hui, le bâtiment abrite la brasserie Tompouce.